# Rock and Roll
Rock and Roll е песен на английската рок група „Лед Зепелин“, която е издадена за първи път като втора песен от четвъртия албум на групата – Led Zeppelin IV през 1971 г. Песента е записана и с помощта на пианиста на „Ролинг Стоунс“ Иън Стюарт, а през 1972 г. Робърт Кристгау я нарича „просто най-динамичната хардрок песен в музиката“.
Според китариста Джими Пейдж, Rock and Roll се развива от спонтанен джем сешън, докато групата се опитва да завърши записа на Four Sticks, в имението „Хедли Грейндж“, което групата е наела в Хемпшир, Англия. Песента започва от Джон Бонъм със свирене на въведението с барабаните от песента на Литъл Ричард Keep A-Knockin, към която Пейдж добавя китарен риф в стил Чък Бери. Основата на песента е записана за около петнадесет минути, а цялата композиция се изпълнява в тон А при сравнително бързо темпо от 170 удара в минута. Rock and Roll е ключов компонент от песните, които групата започва да изпълнява от 1971 г. нататък. През 1972 г. „Лед Зепелин“ започват всички свои концертни изпълнения с тази песен и запазват този статут до 1975 г. За турнето на групата в Северна Америка през 1977 г. песента става част от смесен бис с Whole Lotta Love, а през 1979 и 1980 г. става бис сама по себе си.
През 2001 г. Rock and Roll става първата песен на „Лед Зепелин“, лицензирана за търговска употреба, когато американският производител на автомобили „Кадилак“ я включва в телевизионна реклама. Робърт Плант коментира:
| „ | Мисля, че това е подходящо... Не знам как хората гледат на това, но що се отнася до младото поколение, ако чуете тази музика на възможно най-много места извън нормалния за нея дом, тогава тя може бъде само добро нещо. | “ |

Освен че спечелва на „Лед Зепелин“ голяма лицензионна такса, рекламната кампания увеличава продажбите на „Кадилак“ с 16 процента през 2002 г.

## Позиция в класациите
| Година | Класация                | Позиция |
| ------ | ----------------------- | ------- |
| 1972   | Германия                | 13      |
| 1972   | Канада                  | 38      |
| 1972   | САЩ („Рекърд Уорлд“)    | 38      |
| 1972   | САЩ („Кеш Бокс“)        | 42      |
| 1972   | САЩ („Билборд Хот 100“) | 47      |
| 1972   | Австралия               | 51      |

## Признания
| Публикация                    | Държава | Признание                                                                   | Година | Ранг |
| ----------------------------- | ------- | --------------------------------------------------------------------------- | ------ | ---- |
| Дейв Марш                     | САЩ     | „1001 от най-велики сингли, правени някога“                                 | 1989   | 424  |
| Зала на славата на рокендрола | САЩ     | „500-те песни, които оформиха рокендрола в Залата на славата на рокендрола“ | 1994   | *    |
| Радио „Каролайн“              | ОК      | „Топ 500 песни“                                                             | 1999   | 21   |
| „Ви Ейч Уан“                  | САЩ     | „100-те най-велики рок песни на всички времена“                             | 2000   | 66   |
| Списание „Кю“                 | ОК      | „50-те най-вълнуващи мелодии някога...“                                     | 2002   | 17   |
| Списание „Кю“                 | ОК      | „1001-те най-добри песни на всички времена“                                 | 2003   | 201  |

(*) обозначава неподредени списъци

## Музиканти
- Робърт Плант – вокали, хармоника
- Джими Пейдж – китара
- Джон Пол Джоунс – бас китара
- Джон Бонъм – барабани
- Иън Стюарт – пиано